# ۵۸۵ (قمری)
۵۸۵ (قمری)، پانصد و هشتاد و پنجمین سال در گاهشماری هجری قمری است. اول محرم این سال برابر با بیست و ششم فوریه سال ۱۱۸۹ میلادی است.

## وابسته
- سعدی
- پروتاگوراس